# Pakcshon
Pakcshon (hangul: 박천군, Pakcshon-kun, handzsa: 博川郡, RR: Pakch'ŏn-kun, ’széles patak’) megye Észak-Koreában, Észak-Phjongan (P'yŏngan) tartományban.
1413-ban nyerte el mai nevét és ekkor emelték megyei rangra is. 1460-ban területét Njongbjon (Nyŏngbyŏn)-tehobuhoz csatolták, 1465-ben azonban ismét önálló megye lett. 1918-ban falu (mjon (myŏn)) rangra fokozták vissza, 1952-től ismét megye.

## Földrajza
Nyugatról Undzson (Unjŏn) megye, északról Thecshon (T'aech'ŏn) megye, keletről Njongbjon (Nyŏngbyŏn) megye, délről Dél-Phjongan (P'yŏngan) tartomány Andzsu (Anju) városa, délnyugatról pedig a Sárga-tenger (Koreában „Nyugati-tenger”) határolja.
Legmagasabb pontja a 322 méter magas Cshongnjongszan (청룡산; 靑龍山, Ch'ŏngryongsan).

## Közigazgatása
1 községből (up (ŭp)), 20 faluból (ri (ri)) és 1 munkásnegyedből (rodongdzsagu (rodongjagu)) áll:
| - Pakcshon-up (박천읍; 博川邑, Pakch'ŏn-ŭp) - Mengdzsung-rodongdzsagu (맹중로동자구; 孟中勞動者區, Maengjung-rodongjagu) - Kiszong-ri (기송리; 箕松里, Kisong-ri) - Tanszan-ri (단산리; 端山里, Tansan-ri) - Terjong-ri (대령리; 大寧里, Taeryŏng-ri) - Tokszam-ri (덕삼리; 德三里, Tŏksam-ri) - Rjulgok-ri (률곡리; 栗谷里, Ryulgok-ri) - Mengha-ri (맹하리; 孟下里, Maengha-ri) - Pongszong-ri (봉성리; 鳳城里, Pongsŏng-ri) - Ponghung-ri (봉흥리; 鳳興里, Ponghŭng-ri) - Szambong-ri (삼봉리; 三峯里, Sambong-ri) | - Szamhva-ri (삼화리; 三和里, Samhwa-ri) - Szangjang-ri (상양리; 上陽里, Sangyang-ri) - Szangcshu-ri (상추리; 上秋里, Sangch'u-ri) - Szokkje-ri (석계리; 石溪里, Sŏkkye-ri) - Szongszok-ri (송석리; 松石里, Songsŏk-ri) - Sinphjong-ri (신평리; 新坪里, Sinp'yŏng-ri) - Vonnam-ri (원남리; 元南里, Wŏnnam-ri) - Csungnam-ri (중남리; 中南里, Chungnam-ri) - Cshongnjong-ri (청룡리; 靑龍里, Ch'ŏngryong-ri) - Cshongszan-ri (청산리; 靑山里, Ch'ŏngsan-ri) - Hagam-ri (학암리; 鶴巖里, Hagam-ri) |

## Gazdaság
Pakcshon (Pakch'ŏn) megye gazdasága élelmiszeriparra, papírgyártásra és bútorgyártásra épül. A megye területének kb. 50%-a alkalmas földművelésre, itt rizst és gyümölcsöket termesztenek.

## Oktatás
Pakcshon (Pakch'ŏn) megye egy főiskolának és számos egyéb oktatási intézménynek, köztük általános iskoláknak és középiskoláknak ad otthont.

## Egészségügy
A megye kb. 20 egészségügyi intézménnyel rendelkezik, köztük saját kórházzal.

## Közlekedés
A megye közutakon Phenjan (P'yŏngyang) és Sinidzsu (Sinŭiju) felől közelíthető meg. A megye vasúti kapcsolattal rendelkezik, a Phjongi (P'yŏngŭi) vasútvonal része.